# Niccolò Alberti

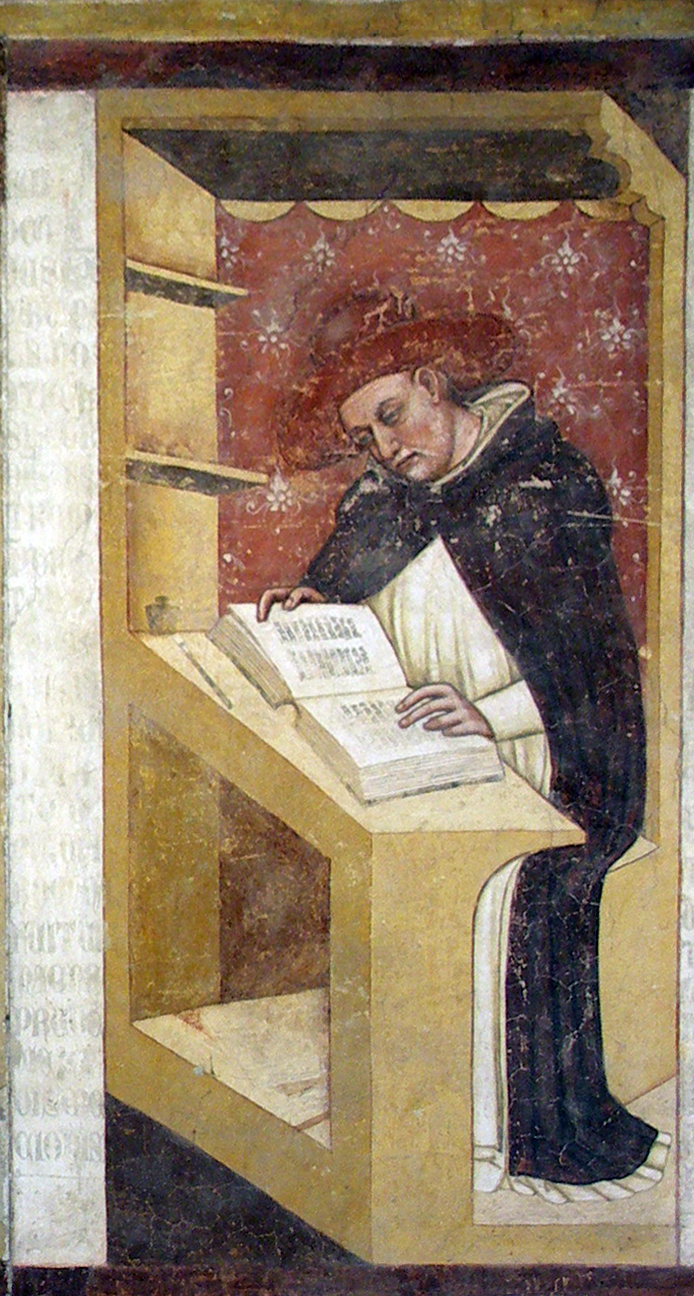
Kardinal Niccolò Alberti OP (Fresko von Tommaso da Modena im ehem. Dominikanerkloster San Niccolò, Kapitelssaal, Treviso, 1352)

Niccolò Alberti (Albertini bzw. Aubertini) OP (* um 1250 in Prato, Italien; † 27. April 1321 in Avignon), auch bekannt als Nikolaus von Prato, war ein Kardinal der Katholischen Kirche.

## Leben

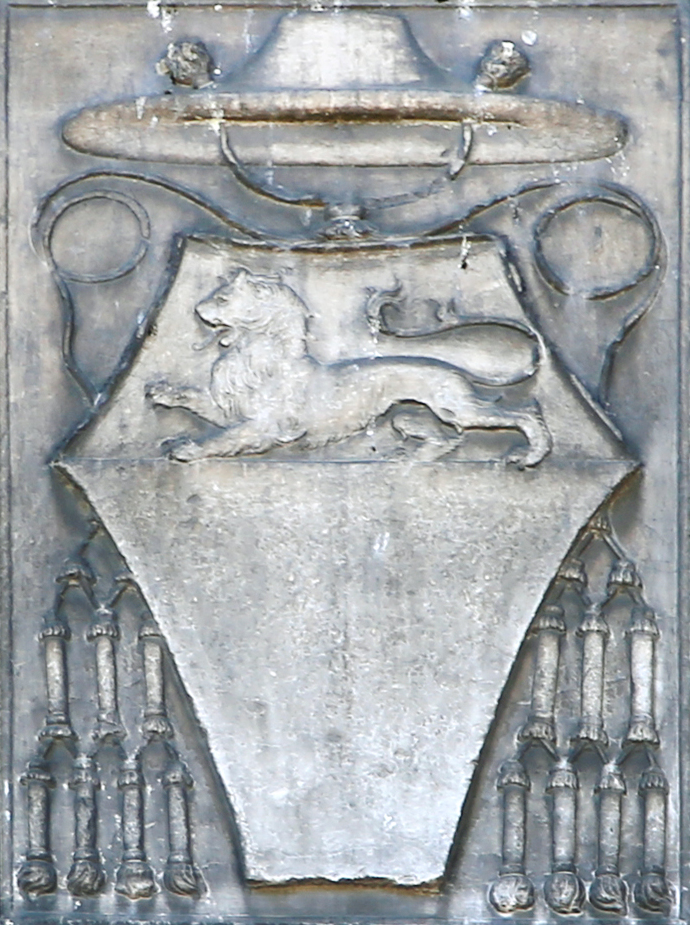
Albertis Kardinalswappen

Niccolòs Zugehörigkeit zur toskanischen Adelsfamilie der Alberti wurde bereits von Dino Compagni und Albertino Mussato in Frage gestellt. Politisch stand er den Ghibellinen nahe. Alberti war zunächst Generalminister der Dominikaner. 1299 wurde er von Bonifaz VIII. an Stelle des vom Kapitel postulierten Kandidaten zum Bischof von Spoleto ernannt. Papst Benedikt XI., einst ebenfalls Dominikaner, erhob Alberti am 18. Dezember 1303 zum Kardinalat und ernannte ihn zugleich zum Kardinalbischof von Ostia und damit zum Dekan des Kardinalkollegiums. Nikolaus war nicht nur ein enger Vertrauter Papst Benedikts, sondern auch von dessen Nachfolger Clemens V.
Nikolaus gehörte zu den Kardinälen, die im Namen des Papstes Clemens V. am 29. Juni 1312 Heinrich VII. in der Lateranbasilika zum Kaiser krönten. Nikolaus galt als pro-kaiserlich, was in jener Zeit in kurialen Kreisen eher selten war, und trat für einen Ausgleich zwischen Papst und Kaiser ein.
Alberti starb in Avignon und wurde in der Klosterkirche der Dominikaner beigesetzt.

## Werke
- Treaité du Paradis („Traktat über das Paradies“)
- De ratione Pontificalium Comitiorum habendorum („Über den Grund, Zusammenkünfte der Bischöfe abzuhalten“)